# Velikaš
Velikaš ili Magnat (od latinskog magnus - veliko)  u srednjem vijeku u Srednjoj Europi označava pripadnika najvišeg plemstva, obilježeni golemim zemljoposjedima u Hrvatskoj i Ugarskoj. To su bile osobe s visokom društvenom položaju po rođenju, bogatstvu ili drugim osobinama. 